# Эвокация
Эвокация — призыва или призыва духа, демона, божества или других сверхъестественных существ в западном эзотеризме. Заклинание также относится к призыву, часто с помощью магического заклинания. Заклинание приведений или духов мёртвых с целью предсказания называется некромантией. Сопоставимая практика существует во многих религиях и магических традициях и может использовать использование веществ, изменяющих разум, с формулами слов и без них.

## Заклинание

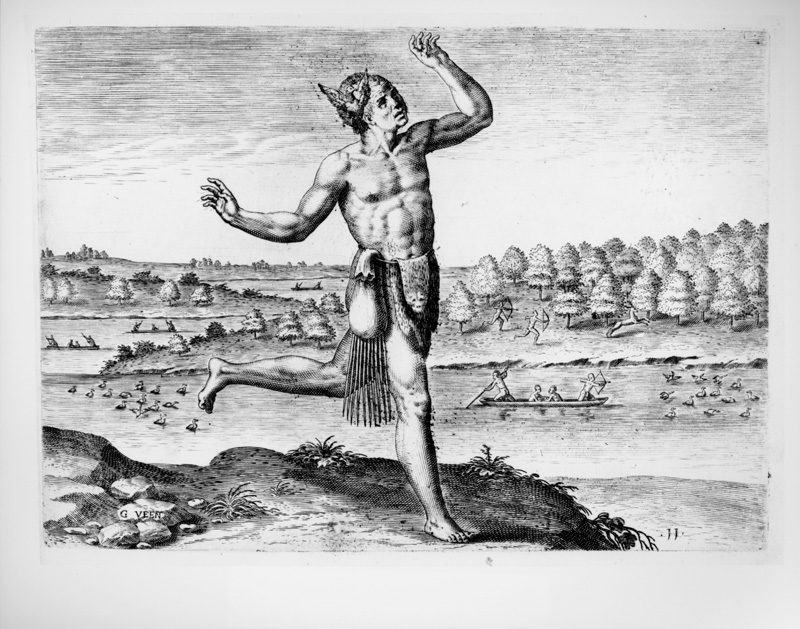
Коренные американцы «заклинают» на гравюре 1590 года

В традиционном и самом современном использовании заклинание относится к магическому акту призыва духов или использования заклинаний или талисманов для написания магических заклинаний. В контексте манипуляции это также может относиться к исполнению иллюзий или магических трюков. В этой статье обсуждается в основном первоначальное и первичное использование, описывая акты сверхъестественного или паранормального характера.
В некоторых магических традициях, таких как неоязыческое колдовство, худу и герметизм или церемониальная магия, заклинание может относиться конкретно к акту призыва божеств и других духов; или оно может относиться в более общем плане к наложению магических заклинаний различными техниками.

## В западном эзотеризме

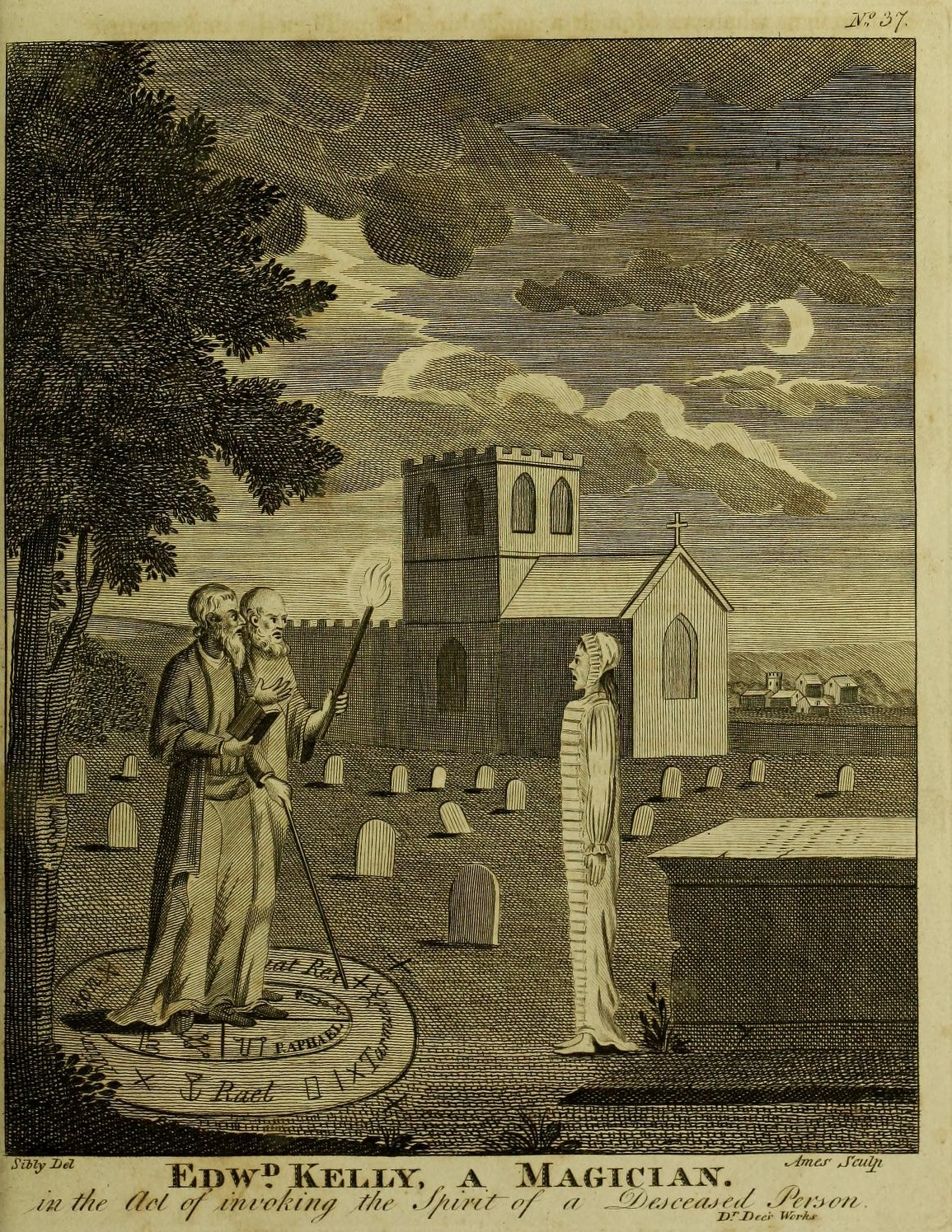
Джон Ди и Эдвард Келли вызывают дух

Латинское слово evocatio в Древнем Риме обозначало обряд по «вызову» городского божества. Ритуал проводился в военной обстановке либо в качестве угрозы во время осады, либо в результате капитуляции, и был направлен на отвлечение благосклонности бога от противоположного города к римской стороне, обычно с обещанием более подготовленного культа или более роскошного храма. Таким образом, evocatio был своего рода ритуальным уклонением, чтобы смягчить разграбление священных предметов или изображений из святынь, которые в противном случае были бы кощунственными или нечестивыми.
Вызов духов был относительно распространенной практикой в неоплатонизме, теургии и других эзотерических системах древности. В современном западном эзотеризме магия гримуаров часто рассматривается как классический пример этой идеи. Существуют такие руководства, как «Большой ключ Соломона», «Малый ключ Соломона» (или Лемегетон), «Книга святой магии Абрамелина».